# Linda Kash
Linda Kash (nacida el 17 de enero de 1961) es una actriz canadiense.
Antigua alumna de The Second City, interpretó a Trudy Weissman en el sitcom de 1998 de Jean Smart, Style & Substance. También interpretó varios papeles en populares series de televisión como Seinfeld y Everybody Loves Raymond. 
Aparece como el ángel de la crema de queso philadelphia de Kraft, apareciendo en varios anuncios promocionando el producto. 
En mayo de 2011, se anunció que presentaría el show mañanero de la CJWV-FM, una nueva estación de radio en Peterborough, Ontario. Su copresentador será Dan Duran. Ella y su marido Paul O'Sullivan también manejaron la Peterborough Academy of Performing Arts. 
Retrate socialite y filántropo Molly Brown en el 2012 Global/ITV mini-las series Titánicas.

## Familia
Kash nació en Montreal, hija de la actriz y cantante de ópera Maureen Forrester y del director/violinista Eugene Kash. Su hermano es el actor Daniel Kash. Su padre nació en una familia judía, y su madre se convirtió al judaísmo.
Su marido Paul O'Sullivan, también actor y exalumno de Second City, falleció en un accidente de coche el 18 de mayo de 2012.

## Filmografía

### Cine
| Año  | Título                            | Papel               | Notas           |
| ---- | --------------------------------- | ------------------- | --------------- |
| 1991 | The Events Leading Up to My Death | Lindsay             |                 |
| 1993 | Ernest Rides Again                | Nan Melon           |                 |
| 1994 | Ernest Goes to School             | Gerta               | directo a vídeo |
| 1996 | Urban Safari                      | Candy               |                 |
| 1996 | Waiting for Guffman               | Sra. Allan Pearl    |                 |
| 1997 | Ernest Goes to Africa             | Rene Loomis         | directo a vídeo |
| 1999 | Dill Scallion                     | Wilma Juggs (Bebé)  |                 |
| 2000 | Apartment Hunting                 | Agente inmobiliaria |                 |
| 2000 | Xxxposed                          | Shelley             | Cortometraje    |
| 2000 | Best in Show                      | Fay Berman          |                 |
| 2005 | Cinderella Man                    | Lucille Gould       |                 |
| 2006 | Homie Spumoni                     | Mrs. Butterman      |                 |
| 2006 | El hombre del año                 | Jenny Adams         |                 |
| 2007 | Babysitting Andy                  | Mamá                | Cortometraje    |
| 2007 | Are We Done Yet?                  | Sra. Rooney         |                 |
| 2008 | The Love Guru                     | Reportera mujer     |                 |
| 2010 | Rosie Takes the Train             | Rosie               | Cortometraje    |
| 2011 | Running Mates                     | Maude Beazley       |                 |
| 2011 | Servitude                         | Barb                |                 |
| 2011 | Moon Point                        | Madre de Darryl     |                 |
| 2013 | I Was a Boy                       | Rosalynn            |                 |
| 2014 | Fall                              |                     |                 |

### Televisión
| Año          | Título                                     | Papel                                                                   | Notas                                                               |
| ------------ | ------------------------------------------ | ----------------------------------------------------------------------- | ------------------------------------------------------------------- |
| 1986         | As Is                                      | Mujer #1                                                                | Película para TV                                                    |
| 1986         | Night Heat                                 | Sally                                                                   | Episodio: "Fighting Back"                                           |
| 1987         | Smith & Smith                              | Serie de TV                                                             |                                                                     |
| 1988         | Biographies: The Enigma of Bobby Bittman   | Carla Gambioni                                                          | Corto para TV                                                       |
| 1988         | The Second City Toronto 15th Anniversary   | Ruby                                                                    | Película para TV                                                    |
| 1988         | The Best of SCTV                           | Cassie Mackerel                                                         | Película para TV                                                    |
| 1989         | Andrea Martin... Together Again            | Lurleen Martin                                                          | Película para TV                                                    |
| 1989         | Madeline                                   | (voz)                                                                   | Película para TV                                                    |
| 1989         | C.B.C.'s Magic Hour                        | Episodio: "Rookies"                                                     |                                                                     |
| 1990         | Max Glick                                  | Sarah Glick                                                             | Serie de TV                                                         |
| 1990         | Maniac Mansion                             | Claret O'Hara                                                           | Episodio: "The Sandman Cometh"                                      |
| 1992         | Partners 'n Love                           | Maxine Smith                                                            | Película para TV                                                    |
| 1992         | Maniac Mansion                             | Rose                                                                    | Episodio: "Love: Turner Style"                                      |
| 1993         | Street Legal                               | Bev Moore                                                               | Episodio: "Believe the Children"                                    |
| 1993         | Seinfeld                                   | Gwen                                                                    | Episodio: "The Lip Reader"                                          |
| 1994         | She TV                                     | Varios                                                                  | Episodio: "1.2"                                                     |
| 1995         | Side Effects                               | Gina Florence                                                           | Episodio: "Snap, Crackle, Pop!"                                     |
| 1995-1996    | Minor Adjustments                          | Dr. Francine Bailey                                                     | Principal (20 episodios)                                            |
| 1996         | Sabrina, the Teenage Witch                 | M'Lady (voz)                                                            | Episodio: "A Halloween Story"                                       |
| 1997         | Sabrina, the Teenage Witch                 | Haley                                                                   | Episodio: "Cat Showdown"                                            |
| 1997         | The Newsroom                               | Adelle Grossman                                                         | Episodio: "The Campaign"                                            |
| 1997         | Cybill                                     | Srta. Murphy                                                            | Episodio: "All of Me"                                               |
| 1997         | 3rd Rock from the Sun                      | Margie                                                                  | Episodio: "Fifteen Minutes of Dick"                                 |
| 1997         | Everybody Loves Raymond                    | Celia                                                                   | Episodio: "Father Knows Least"                                      |
| 1998         | The Adventures of Shirley Holmes           | Jenna Martini                                                           | Episodio: "The Case of the Exploding Puppet"                        |
| 1998         | Ellen                                      | Sue                                                                     | Episodio: "Ellen in Focus"                                          |
| 1998         | Style & Substance                          | Trudy Weissman                                                          | Principal (13 episodios)                                            |
| 1998         | Dumb Bunnies                               | Sue Uppity                                                              | Serie de TV                                                         |
| 1999         | Foolish Heart                              | Abogada de Barbara                                                      | Episodio: "The Trial"                                               |
| 2000         | The Bookfair Murders                       | Judith Cass                                                             | Película para TV                                                    |
| 2000         | Life in a Day                              | Charlotte 'Charlie' Tanzi                                               | Película para TV                                                    |
| 2000-2001    | Timothy va a la escuela                    | Grace (voz)                                                             | 8                                                                   |
| 2001-2002    | John Callahan's Quads!                     | Deborah (voz)                                                           | Principal (26 episodios)                                            |
| 2001-2004    | Doc                                        | Nellie Hebert                                                           | Recurrente (14 episodios)                                           |
| 2001         | Sister Mary Explains It All                | Mujer del Marido Escéptico                                              | Película para TV                                                    |
| 2001         | Committed                                  | Val                                                                     | Recurrente                                                          |
| 2002         | Made in Canada                             | Diane Parkman                                                           | Episodio: "The War of 1812"                                         |
| 2002         | Cadet Kelly                                | Samantha                                                                | Película para TV                                                    |
| 2002         | Monk                                       | Dolly Flint                                                             | Episodio: "Mr. Monk and the Psychic"                                |
| 2003         | The Music Man                              | Alma Hix                                                                | Película para TV                                                    |
| 2003         | Full-Court Miracle                         | Cynthia Schlotsky                                                       | Película para TV                                                    |
| 2005         | Puppets Who Kill                           | Thompson                                                                | Episodio: "The CBC Is Killing Again"                                |
| 2005         | Naturally, Sadie                           | Srta. Yarm                                                              | Episodio: "Right-Minded"                                            |
| 2005         | Degrassi: The Next Generation              | Bernice Fein                                                            | Episodio: "Venus: Part 1"                                           |
| 2006         | At the Hotel                               | Folly                                                                   | Episodios: "Welcome to the Rousseau", "The Perfect Couple"          |
| 2006         | Wedding Wars                               | Sra. Fairfield                                                          | Película para TV                                                    |
| 2007         | The Altar Boy Gang                         | Diane Gallagher                                                         | Película para TV                                                    |
| 2007         | 'Til Death Do Us Part                      | Pat Stevens                                                             | Episodio: "A Christmas Murder"                                      |
| 2007         | Clang Invasion                             | Widgit                                                                  | Serie de TV                                                         |
| 2007-2008    | Robson Arms                                | Carol Goldstein                                                         | Recurrente (9 episodios)                                            |
| 2008         | Less Than Kind                             | Dr. Silverstein                                                         | Episodio: "Note Perfect"                                            |
| 2009         | Less Than Kind                             | Dr. Silverstein                                                         | Episodios: "Careers Day", "Happy Birthday Sheldon"                  |
| 2009         | Skyrunners                                 | Robin Burns                                                             | Película para TV                                                    |
| 2009-2011    | The Ron James Show                         | Varios                                                                  | Recurrente (12 episodios)                                           |
| 2010         | Less Than Kind                             | Empleada del Hospital                                                   | Episodio: "Coming Home"                                             |
| 2010         | Scaredy Squirrel                           | Sally Fishlips (voz)                                                    | 10                                                                  |
| 2010         | Cra$h & Burn                               | Eileen Campbell                                                         | Episodio: "Til Death"                                               |
| 2010         | Happy Town                                 | Miranda Kirby                                                           | Episodios: "In This Home on Ice", "I Came to Haplin for the Waters" |
| 2010         | The Dating Guy                             | Mujer de la Agencia de Adopción (voz)                                   | Episodio: "Spontaneous Skidmark"                                    |
| 2011         | Almost Naked Animals                       | Sloth (voz)                                                             | Serie de TV                                                         |
| 2011         | Good Dog                                   | Marla                                                                   | Episodio: "Converting to Judaism"                                   |
| 2011         | King                                       | Lesley                                                                  | Episodio: "Farah Elliott"                                           |
| 2011         | Life with Boys                             | Episodios: "Wrestling with Boys", "In the Principal's Office with Boys" |                                                                     |
| 2011         | The Cat in the Hat Knows a Lot About That! | Varios (voz)                                                            | Recurrente (4 episodios)                                            |
| 2012         | Great Scot Beer                            | Miranda                                                                 | Película para TV                                                    |
| 2012         | Titanic                                    | Margaret 'Molly' Brown                                                  | Miniserie de TV                                                     |
| 2013         | Sworn to Silence                           | Mona                                                                    | Película para TV                                                    |
| 2012-present | Fugget About It                            | Gina Falcone (voz)                                                      | Principal                                                           |
| 2014         | Haven                                      | Maddie                                                                  | Episodio: "Much Ado About Mara"                                     |
| 2016         | L.M. Montgomery's Anne of Green Gables     | Sra. Barry                                                              | Película para TV                                                    |

## Premios y nominaciones
| Año  | Premio                              | Categoría                                                      | Producción                          | Resultado |
| ---- | ----------------------------------- | -------------------------------------------------------------- | ----------------------------------- | --------- |
| 2001 | Canadian Comedy Awards              | Cine- Actuación Femenina Bastante Divertida                    | Best in Show                        |           |
| 2003 | Phoenix Film Critics Society Awards | Mejor Interpretación                                           | A Mighty Wind                       |           |
| 2003 | Gemini                              | Mejor Interpretación Individual en Programa o Serie de Comedia | Made in Canada                      |           |
| 2004 | Florida Film Critics Circle Awards  | Mejor Elenco de Interpretación                                 | A Mighty Wind                       |           |
| 2006 | Gemini                              | Mejor Actriz en un Papel Invitado en Serie Dramática           | At the Hotel ("The Perfect Couple") |           |
| 2007 | Gemini                              | Mejor Actriz en un Papel Invitado en Serie Dramática           | Robson Arms ("Mr. Lonely")          |           |